# زهور وأشواك (مسلسل)
زهور وأشواك مسلسل تليفزيوني مصري بطولة صلاح ذو الفقار وزهرة العلا، تأليف أحمد أنور وإخراج كمال أبو العلا.
المسلسل عرض لأول مرة في التلفزيون المصري سنة 1983 وعدد حلقاته 15 حلقة

## طاقم التمثيل
- صلاح ذو الفقار
- زهرة العلا
- نبيل نور الدين
- فايزة كمال
- عماد رشاد
- سلوي خطاب
- أحمد الجزيري
- كمال حسين
- وفاء سالم
- هادي الجيار
- أحمد خميس
- عزيزة حلمي